# رئيس ناميبيا
رئيس جمهورية ناميبيا هو رئيس الدولة ورئيس حكومة ناميبيا. يدير الرئيس الفرع التنفيذي لحكومة ناميبيا وهو رئيس لمجلس الوزراء وهو القائد الأعلى للقوات المسلحة.
هناك حد فترتين للرئيس في دستور ناميبيا. أول رئيس تنطبق عليه حدود الولاية هو هيفيكيبونيه بوهامبا في عام 2015.

## خط الخلافة
إذا شغر منصب الرئاسة ولم يتمكن الرئيس من أداء واجباته، فإن المسؤولين التالية أسماؤهم هم هط الخلافة لبقية الفترة الرئاسية:
1. نائب رئيس ناميبيا  [لغات أخرى]‏
2. رئيس وزراء ناميبيا  [لغات أخرى]‏
3. Deputy-Prime Minister of Namibia
4. شخص يعينه مجلس الوزراء.

## رؤساء ناميبيا (1990–الآن)
الأحزاب السياسية
الرموز
  بالوكالة

†  توفي في المنصب
| No. | الصورة                    | الاسم (الميلاد–الوفاة)              | الانتخابات     | الفترة        | الفترة           | الفترة            | الحزب السياسي |
| No. | الصورة                    | الاسم (الميلاد–الوفاة)              | الانتخابات     | استلم المنصب  | ترك المنصب       | المدة             | الحزب السياسي |
| --- | ------------------------- | ----------------------------------- | -------------- | ------------- | ---------------- | ----------------- | ------------- |
| 1   | Sam_Nujoma_(2004)_cropped | سام نوجوما (2025-1929)              | 1989 1994 1999 | 21 مارس 1990  | 21 مارس 2005     | 15 سنة            | سوابو         |
| 2   |                           | هيفيكيبنيي بوهامبا (مواليد 1935)    | 2004 2009      | 21 مارس 2005  | 21 مارس 2015     | 10 سنوات          | سوابو         |
| 3   | Hage_Geingob_(cropped)    | هاكه كينكوب (1941–2024)             | 2014 2019      | 21 مارس 2015 ‏ | 4 فبراير 2024[†] | 8 سنوات و320 أيام | سوابو         |
| —   |                           | نانجولو مبومبا (مواليد 1941)        | —              | 25 يناير 2024 | 4 فبراير 2024    | 10 أيام           | سوابو         |
| 4   | 4 فبراير 2024             | نانجولو مبومبا (مواليد 1941)        | —              | 21 مارس 2025  | 1 سنة و45 أيام   |                   | سوابو         |
| 5   |                           | نتومبو ناندي ندايتواه (مواليد 1952) | 2024           | 21 مارس 2025  | منتخبة           | 3 أيام            | سوابو         |